# Itatiaya ywyty
Espèce
Itatiaya ywyty est une espèce d'araignées aranéomorphes de la famille des Zoropsidae.

## Distribution
Cette espèce est endémique de l'État de Rio de Janeiro au Brésil. Elle se rencontre à Teresópolis.

## Description
La femelle holotype mesure 8,00 mm.

## Publication originale
- Polotow & Brescovit, 2006 : Revision of the Neotropical spider genus Itatiaya Mello-Leitão (Araneae, Ctenidae) with considerations on biogeographic distribution of species. Revista Brasileira de Zoologia, vol. 23, p. 429-442.